# بلوطة إبراهيم

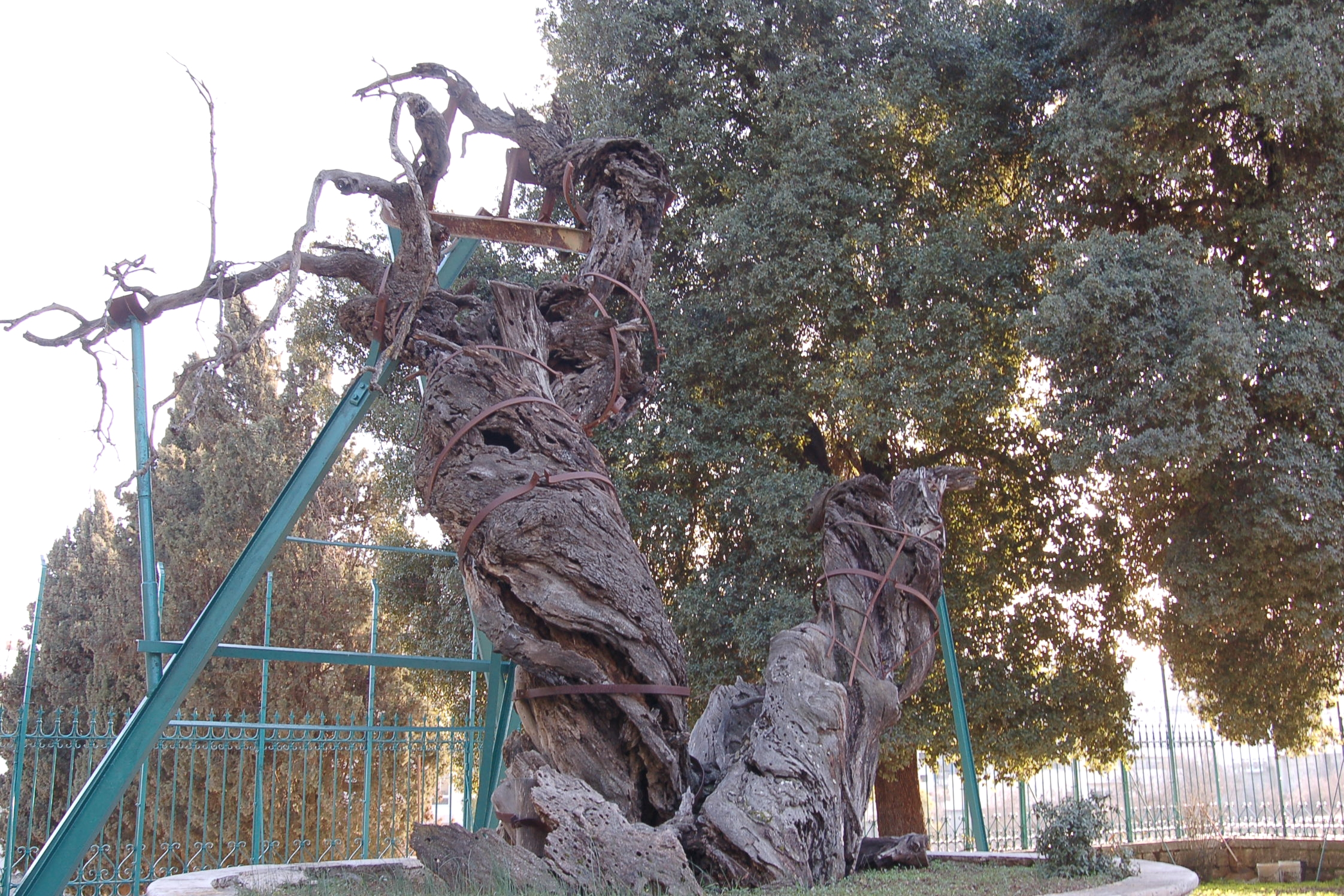
شجرة البلوط التي تنسب إلى إبراهيم نبي الله

بلوطة سيدنا إبراهيم هي شجرة بلوط قديمة في مدينة الخليل بالضفة الغربية، يطلق عليها أيضاً بلوطة ممرا، أو بلوطة سيبتا في خربة السبت، أو عين سيبتا. وتشير التقديرات إلى أن عمرها قرابة 5.000 سنة وهي تقع في محيط مبنى كنيسة المسكوبية الروسية الأرثوذكسية في الخليل والتي يعيش فيها 3 رهبان على جبل الجلدة. يعود اسمها إلى شجرة قديمة تبدو كأنها ميتة ولكن يوجد بجانبها غصن صغير ينمو، وتقف على أراضي الكنيسة الأرثوذكسية الروسية الحديثة خارج كنيسة الأجداد القديسين ودير الثالوث الأقدس في روسيا. سقطت الشجرة القديمة عام 2019، ولكن هناك خطط للحفاظ على جذعها والحفاظ على نمو البراعم الصغيرة.

## التاريخ
تتناقل روايات أهل مدينة الخليل بأن هذه البلوطة أقدم شجرة في العالم، إذ يزيد عمرها عن خمسة آلاف عام، ولها ارتباط وثيق بالنبي إبراهيم عليه السلام اذ يقال أنها الشجرة التي كان يجلس عليها النبي إبراهيم عليه السلام عندما بشرته الملائكة بقدوم ابنه النبي إسحاق عليه السلام. وبناءً على هذه الروايات المتناقلة يجتمع المسيحيون والمسلمون من مختلف أنحاء العالم لزيارة الشجرة المباركة. 